# Halbur (Iowa)
Halbur – miasto w Stanach Zjednoczonych, w stanie Iowa, w hrabstwie Carroll. W 2000 roku liczyło 202 mieszkańców.